# Carlo Portelli

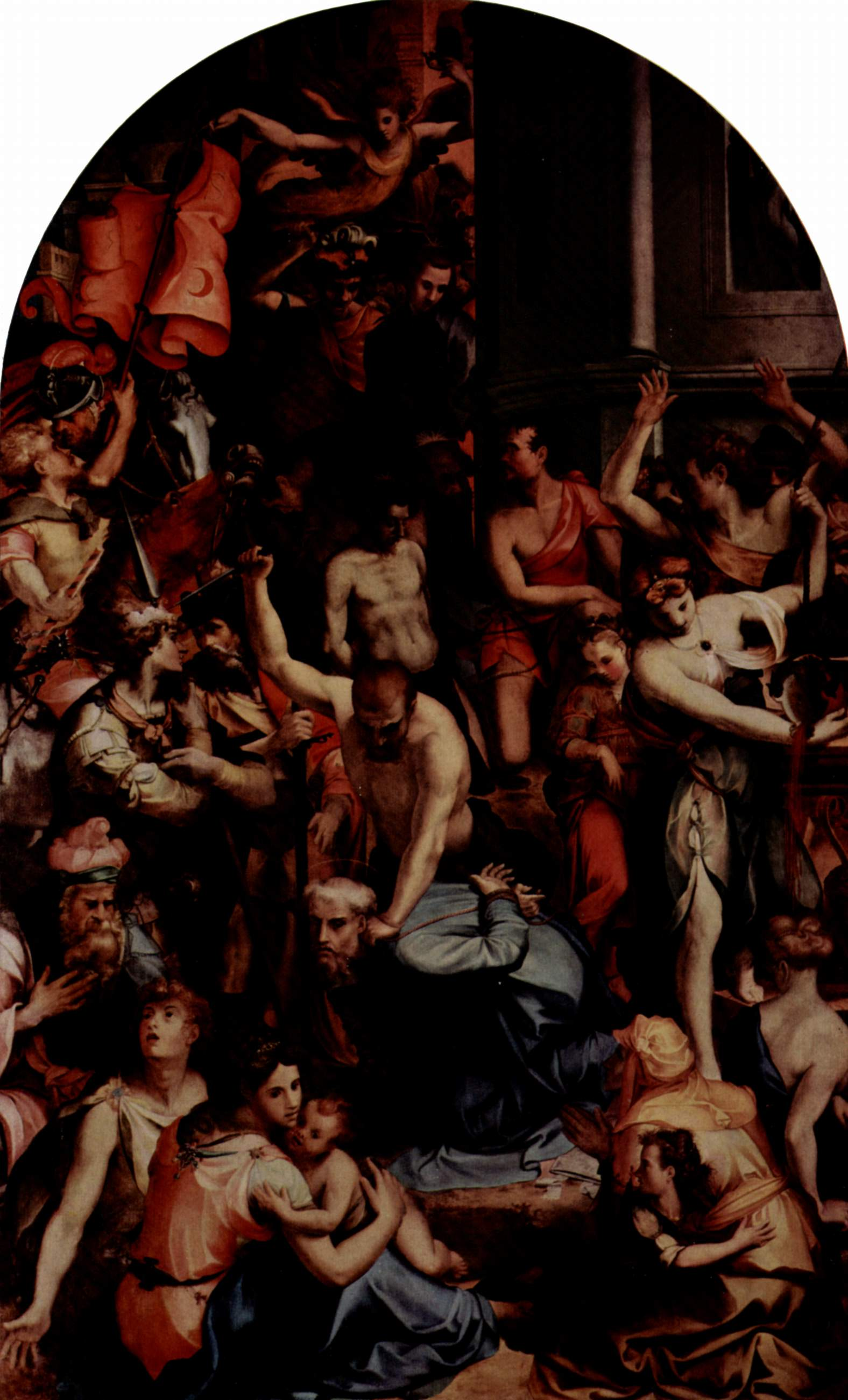
Martirio de San Rómulo, Santa Maria Maddalena de' Pazzi, Florencia.

Carlo di Galeotto Portelli (Loro Ciuffenna, antes de 1510 - Florencia, 15 de octubre de 1574), también conocido como Carlo Portelli da Loro, fue un pintor italiano, activo en Florencia durante el manierismo.

## Biografía

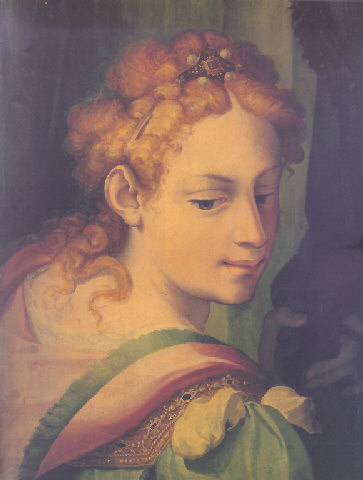
Sibila.

Aunque conocemos pocos datos de su vida, tuvo una larga carrera en Florencia paralela a los grandes nombres del manierismo, como Pontormo, Agnolo Bronzino o Francesco Salviati. Comenzó su aprendizaje en el taller de Ridolfo del Ghirlandaio, aunque ya desde el principio mostró su inclinación por el arte de Michelangelo Buonarroti, como se puede observar en diversos dibujos de su mano, de figuras con contornos difuminados, articuladas con curvas nerviosas y con rostros a la manera de Pontormo.
Portelli perteneció al Arte dei Medici e Speziali desde 1545 y a la Accademia del Disegno desde su misma fundación en 1563. Es mencionado brevemente por Giorgio Vasari como el autor de algunos cuadros y gran número de obras para las iglesias florentinas. Sus patrones fueron, sobre todo, los Medici: realizó, junto al Salviati, las decoraciones para las nupcias de Cosimo I con Leonor de Toledo (1539) y también para las de su sucesor, Francisco I con Juana de Austria (1565).
Entre su producción hay que citar su aportación al proyecto del Studiolo de Francisco I (ahora perdida, 1570-73) en el Palazzo Vecchio. También pintó dos lienzos con la Crucifixión a partir de un diseño de Salviati (perdidos), un Martirio de San Rómulo (Santa Maria Maddalena de' Pazzi) y una Crucifixión con la Virgen, San Juan Evangelista, San Antonio Abad y San Francisco con donantes (Museo San Salvi, Florencia). Borghini crítico su pintura agriamente y consideró a Portelli inferior a sus propios alumnos, sobre todo Maso da San Friano (Tommaso Manzuoli).

## Valoración crítica

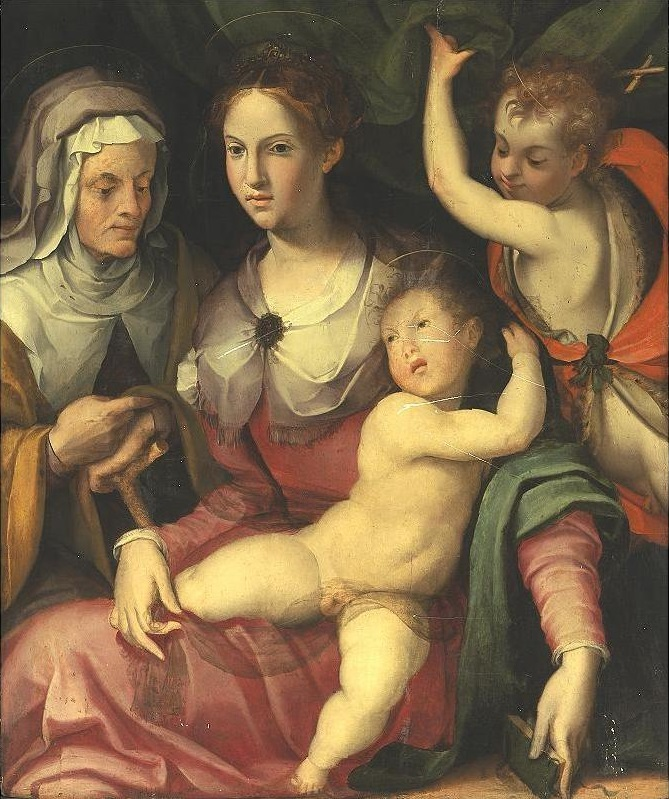
Virgen con el Niño, San Juanito y Santa Ana.

Freedberg lo califica como uno de los pintores florentinos que intentaron adaptarse a la Alta Maniera impuesta por Vasari, pero que por su temperamento y formación, no lo consiguieron plenamente. Asimiló nociones estilísticas de Pontormo, Beccafumi y Rosso Fiorentino, pero sin dotarlas de un verdadero sentido unitario que definieran un estilo propio. Su obra maestra es el Martirio de San Rómulo, pero incluso aquí, su arte presenta una composición farragosa, con algo de intensidad emocional, pero desordenada y confusa, que lo acercan más al manierismo primitivo que a las corrientes más innovadoras de su época.

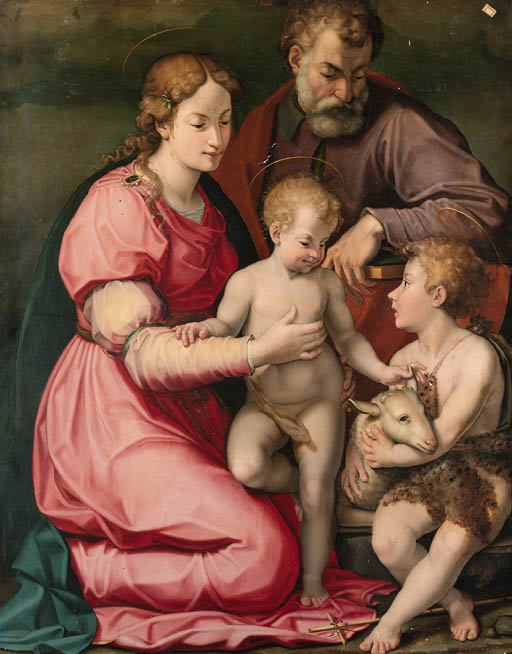
Sagrada Familia con San Juanito.

## Obras destacadas
- Inmaculada Concepción (1566, Ognissanti, Florencia), ahora en la Galleria dell'Accademia de Florencia.
- Martirio de San Rómulo (Santa Maria Maddalena de' Pazzi)
- Crucifixión con la Virgen, San Juan Evangelista, San Antonio Abad y San Francisco con donantes (Museo San Salvi, Florencia)
- Caridad de San Nicolás de Bari (National Gallery, Londres; ubicación provisional)
- Sagrada Familia con San Juanito
- La Caridad (Museo del Prado, Madrid)
- Inmaculada Concepción (1555, Santa Croce, Florencia)
- Virgen con el Niño, San Juanito y Santa Ana
- Virgen con el Niño (Colección privada, Dublín)
- Anunciación (1555, Santa Maria Assunta, Loro Ciuffena)
- Pietà (1561, Santa Maria Assunta, Loro Ciuffena)
- San Benito entronizado entre San Bernardo y San Miguel arcángel (San Fedele, Poppi)
- Sibila
- Virgen en gloria con dos huérfanos y Caridad (Museo del Bigallo, Florencia)
- Neptuno y Anfitrite